# 伦志文
倫志文（英語：Christine Lun Chi Man，1956年10月9日—），法號「惟惪」，前香港女演員。

## 簡歷
倫志文在1961年畢業於香港培正小學幼稚園（1959年入學），1968年畢業於香港培正小學，後畢業於1977年第2期麗的電視藝員訓練班，與萬梓良、馬敏兒、林國雄等同期，79年轉投至無綫電視台，在《網中人》電視劇中曾扮演周潤發的妹妹，於1990年與時為富豪的前夫譚博文一同放下名利，遁入空門，在志蓮淨苑修行。

## 演出作品

### 電視劇（麗的電視）
- 1977年 《三少爺的劍》
- 1977年 《電視人》  飾 亞蘭
- 1977年 《大丈夫》
- 1977年 《大家姐與大狂魔》飾 夏冰 (第2集：紅樓艾曼妞)
- 1978年 《李後主》  飾 從善妃
- 1978年 《巨星》  飾 亞霞
- 1978年 《浣花洗劍錄》  飾 李珠兒
- 1979年 《情人箭》  飾 宮伶伶
- 1979年 《奇女子》  飾 亞May

### 電視劇（無綫電視）
- 1979年 《網中人》 飾 程芬
- 1980年 《京華春夢》 飾 可兒
- 1980年 《亂世兒女》
- 1980年 《龍仇鳳血》 飾 劉琦
- 1982年 《星塵》 飾 Ann

### 電視劇（香港電台）
- 1983年 《臨岐 - 他與她》
- 1983年 《溫馨集 - 片段》 飾 姐姐
- 1983年 《香港香港 - 蒼生》
- 1984年 《溫馨集 - 阿媚的故事》 飾 阿媚
- 1984年 《香江歲月》第一集
- 1985年 《獅子山下 - 不是愛情故事》 飾 阿蓮
- 1987年 《獅子山下 - 老夫老妻》 飾 阿芬
- 1987年 《親親孩子天 - 鴨仔第一名》

### 電影
- 1977年 《藝壇照妖鏡》